# Galder Cerrajería
Galder Cerrajería López (Baracaldo, Vizcaya, 5 de abril de 1989) es un ex-futbolista vizcaíno que jugaba de centrocampista. Destacó en las filas del Barakaldo CF.

## Trayectoria
Galder ingresó en 2001 en la cantera del Athletic Club, donde permaneció tres temporadas.En 2004 se incorporó a la cantera del Retuerto Sport.Tres años más tarde se fue al juvenil del Santutxu desde donde marchó al segundo filial del Athletic, el C. D. Basconia, de cara a la temporada 2008-09. Su buen hacer le llevó a promocionar al Bilbao Athletic en 2009, donde pasó dos temporadas en las que disputó 61 partidos.
En 2011 fue cedido al Real Murcia, donde disputó 23 partidos en Segunda División.En agosto de 2012 se incorporó al Real Oviedo de Segunda B, donde logró cuatro goles y fue titular habitual.En 2013 firmó por el Burgos CF y, un año más tarde, fichó por el Barakaldo CF, donde se convirtió en capitán y jugó más de cien partidos.
En julio de 2018 firmó con el C. D. Mirandés de Segunda B por dos temporadas, logrando el ascenso en la primera de ellas.En enero de 2020 regresó al Burgos C. F., donde también logró el ascenso a Segunda División en 2021.En julio de 2021 firmó por la Cultural Leonesa de Primera Federación.
El 22 de agosto de 2022 fichó por el Racing Rioja C. F. de la Segunda Federación.

## Clubes
| Club                         | País   | Año       | Partidos | Goles |
| ---------------------------- | ------ | --------- | -------- | ----- |
| Bilbao Athletic              | España | 2009-2012 | 61       | 5     |
| Real Murcia C. F. (cedido)   | España | 2011-2012 | 24       | 0     |
| Real Oviedo                  | España | 2012-2013 | 32       | 4     |
| Burgos C. F.                 | España | 2013-2014 | 36       | 2     |
| Barakaldo C. F.              | España | 2014-2018 | 135      | 18    |
| C. D. Mirandés               | España | 2018-2020 | 34       | 1     |
| Burgos C. F.                 | España | 2020-2021 | 31       | 2     |
| Cultural y Deportiva Leonesa | España | 2021-2022 | 23       | 1     |
| Racing Rioja C. F.           | España | 2022-2023 | 29       | 2     |